# Kalev (bedrijf)

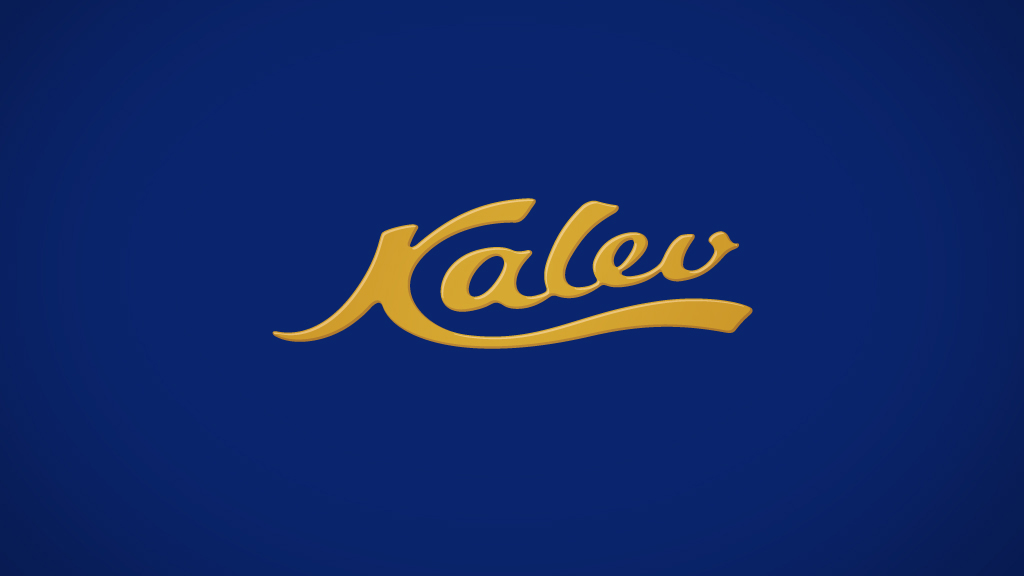

Kalev is een Ests snoepbedrijf dat zijn oorsprong heeft in de 19e eeuw, met wortels die teruggaan tot 1806 toen Lorenz Caviezel een zoetwarenwinkel opende in Tallinn. Gedurende de jaren heeft het bedrijf verschillende fusies en veranderingen doorgemaakt, met hoogtepunten zoals de expansie onder Georg Johann Stude in de late 19e eeuw en de nationalisatie en fusies tijdens het Sovjet-tijdperk in de 20e eeuw.
Tijdens de Sovjetperiode produceerde Kalev snoep op grote schaal voor zowel Estland als de voormalige Sovjet-Unie, en het won erkenning op internationale beurzen en tentoonstellingen. Na de onafhankelijkheid van Estland in 1991 werd Kalev geprivatiseerd, en in 2010 werd de kernactiviteit, bekend als Kalev Chocolate Factory, verkocht aan de Noorse voedselindustriegroep Felix Abba.
In 2018 fuseerde AS Kalev met AS Põltsamaa Felix, waardoor het een van de weinige Estse voedselindustriebedrijven werd dat grotendeels op Estlands kapitaal was gebaseerd. Het bedrijf heeft ook diversificatie laten zien, met belangen in bloem- en bakkerijproducten, zuivelproducten, en vastgoedontwikkeling en -beheer.
Momenteel heeft Kalev een reeks winkels, waaronder chocoladewinkels in Tallinn, Tartu, Kuressaare en Pärnu, en het bedrijf blijft actief in de productie van snoep, waaronder marsepein en chocolaatjes. De groep behaalt stabiele winsten en heeft ongeveer 800 werknemers in dienst. Het hoofdkantoor is gevestigd in Tallinn, en het bedrijf heeft zijn productiecomplex in de gemeente Rae in Harjumaa.